# Babett Peter
Babett Peter (Oschatz, 12 maggio 1988) è un'ex calciatrice tedesca, di ruolo difensore.

## Biografia
Peter ha frequentato il liceo sportivo a Lipsia da luglio 2003 a dicembre 2005, prima di frequentare il liceo sportivo di Potsdam da gennaio 2006 a giugno 2007, dove poi ha conseguito il diploma. Dall'inizio di ottobre 2007 è entrata a far parte del gruppo sportivo del Bundeswehr, le forze armate tedesche, con la qualifica di sportsoldat, e dislocata nel periodo di addestramento presso la caserma Clausewitz di Nienburg/Weser.
Dall'età di cinque anni ha sofferto di paralisi periferica del nervo facciale, una malattia debilitante dei nervi responsabili dei muscoli facciali. All'età di 15 anni, ha subito un intervento chirurgico che ha notevolmente migliorato la situazione.
Ha una relazione con l'ex calciatrice professionista statunitense Ella Masar. La coppia ha annunciato via Instagram alla fine di febbraio 2020 che stavano aspettando dei bambini.

## Carriera

### Club
Peter si appassiona al calcio fin da giovanissima, iniziando a praticarlo durante la scuola primaria. All'età di nove anni i suoi genitori decidono di tesserarla con l'FSV Oschatz. Dopo essersi trasferita al Lokomotive Lipsia le sue prestazioni sportive iniziano ad attirare l'attenzione della federazione tedesca; di quel periodo è la prima convocazione per indossare la maglia della nazionale giovanile.
Durante la sessione invernale di calciomercato della stagione 2005-06, Peter decide di trasferirsi al Turbine Potsdam, vincendo il suo primo double alla stagione d'esordio con la squadra di Potsdam. Le sue qualità tecniche si fanno sempre più evidenti tanto da conseguire, il 12 settembre 2007, la medaglia Fritz Walter d'oro. Il 7 ottobre 2007, ha segnato la sua prima rete in Frauen-Bundesliga, realizzando un calcio di rigore all'SG Essen-Schönebeck. Con il Turbine ha vinto cinque volte il campionato tedesco, una volta la DFB-Pokal der Frauen, la Coppa di Germania di categoria, e tre volte il torneo Indoor. Il suo più importante successo con il Turbine Potsdam fu la conquista della Coppa dei Campioni al termine della stagione 2009-2010, ottenuta al Coliseum Alfonso Pérez di Getafe, Spagna, superando ai tiri di rigore le francesi dell'Olympique Lione.

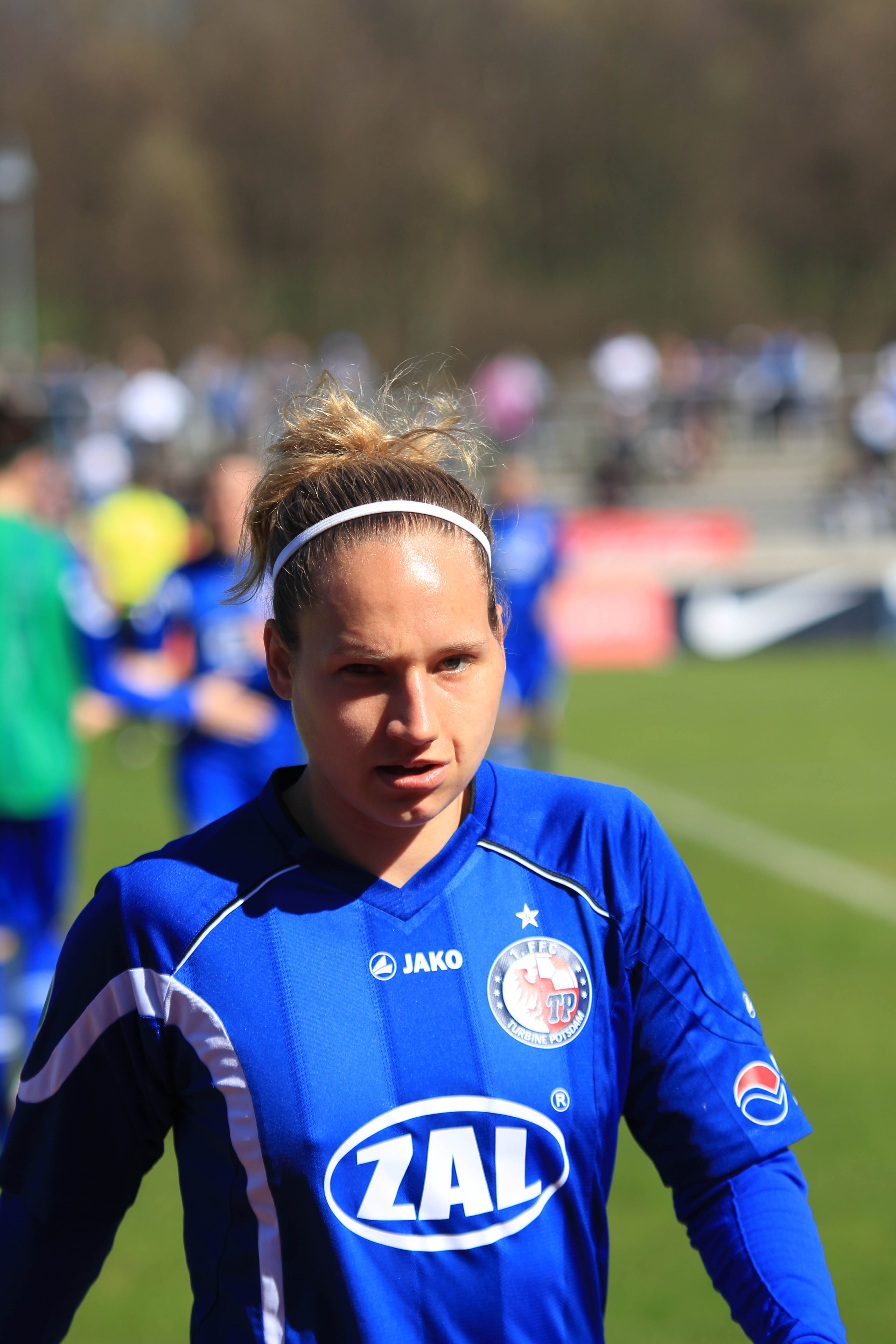
Peter con la maglia del nel marzo 2012.

Il 29 febbraio 2012 Peter annuncia di aver sottoscritto un contratto triennale con l'1. FFC Francoforte, trasferendosi alla squadra di Francoforte sul Meno dal 1º luglio.
Dalla stagione 2014-2015 Peter si trasferisce al Wolfsburg.
Il 17 settembre 2019 Peter annunciò di aver sottoscritto un contratto fino al 2021 con le spagnole del Tacón, squadra che dalla stagione seguente diventa ufficialmente la sezione femminile del Real Madrid.

### Nazionale
Peter inizia ad essere convocata dalla federazione calcistica della Germania (Deutscher Fußball-Bund - DFB) fin dal 2003, chiamata a rappresentare il proprio paese nelle nazionali giovanili, inizialmente con la formazione Under-15, dove gioca 2 incontri, per passare un anno più tardi alla Under-17, dove fa il suo esordio nell'amichevole dell'11 marzo 2004 persa per 3-0 con le pari età del Canada.
Veste la maglia della U-17 anche per il 2005, disputando tra febbraio e aprile altre sei amichevoli con Stati Uniti, una vinta e tre perse, e Danimarca, entrambe vinte, con quella del 13 aprile che fu la sua ultima partita con questa giovanile.
Sempre nel 2005 viene chiamata per la prima volta nella formazione Under-19, debuttando in amichevole il 29 giugno, rilevando al 46' Elena Hauer nella vittoria per 5-0 con la Norvegia. Il mese successivo il tecnico Maren Meinert la inserisce in rosa con la squadra che disputa la fase finale dell'Europeo di Ungheria 2005, torneo dove condivide con le compagne il percorso che vede la Germania superare imbattuta il girone A ma venire eliminata dalla Russia, poi laureatasi campione d'Europa, in semifinale con il risultato di 3-1. Peter scende in campo in tutti i quattro incontri disputati dalla sua nazionale. Rimasta in rosa anche per l'anno successivo, disputando tra l'ottobre 2005 e il giugno 2006 altre tre amichevoli, vittoria per 3-1 con la Svezia e pareggi, rispettivamente per 2-2 e a reti inviolate con Svizzera e Norvegia, viene nuovamente convocata per l'Europeo di Svizzera 2006. Anche qui Meinert la impiega in tutti gli incontri disputati dalla Germania, squadra che dopo l'iniziale pareggio per 1-1 con la Svezia nella fase a gironi, batte Danimarca (2-0) e Belgio (4-0) chiudendo al primo posto il gruppo A, si prende la rivincita con la Russia battendola per 4-0 in semifinale, e supera anche la Francia per 3-0 nella finale del 22 luglio 2006 allo Stadio Neufeld di Berna, condividendo con le compagne la conquista del quarto titolo europeo per la formazione tedesca.
Grazie alla vittoria agli europei la Germania si qualifica anche al Mondiale di Russia 2006 da disputarsi, come da regolamento, nell'agosto di quello stesso anno con una formazione Under-20. Meinert la convoca anche in questa occasione, impiegandola in tutti i quattro incontri giocati dalla sua nazionale prima dell'eliminazione. Inserita nel gruppo C con Corea del Nord, Messico e Svizzera, la Germania supera la fase a gironi, chiudendola al secondo posto con la sola sconfitta (2-0) subita dalle nordcoreane, ma il suo percorso viene interrotto il 27 agosto già ai quarti di finale, dove incontra gli Stati Uniti che battendola per 4-1 la eliminano dal torneo.

## Statistiche

### Presenze e reti nei club
| Stagione                  | Squadra                   | Campionato                | Campionato | Campionato | Coppe nazionali | Coppe nazionali | Coppe nazionali | Coppe continentali | Coppe continentali | Coppe continentali | Altre coppe | Altre coppe | Altre coppe | Totale | Totale |
| Stagione                  | Squadra                   | Comp                      | Pres       | Reti       | Comp            | Pres            | Reti            | Comp               | Pres               | Reti               | Comp        | Pres        | Reti        | Pres   | Reti   |
| ------------------------- | ------------------------- | ------------------------- | ---------- | ---------- | --------------- | --------------- | --------------- | ------------------ | ------------------ | ------------------ | ----------- | ----------- | ----------- | ------ | ------ |
| 2004-2005                 | Lokomotive Lipsia         | 2BL                       | ?          | ?          | CG              | ?               | ?               |                    | -                  | -                  |             | -           | -           | ?      | ?      |
| 2005-2006                 | Lokomotive Lipsia         | RL                        | ?          | ?          |                 | -               | -               |                    | -                  | -                  |             | -           | -           | ?      | ?      |
| Totale Lokomotive Lipsia  | Totale Lokomotive Lipsia  | Totale Lokomotive Lipsia  | 30         | 4          |                 | ?               | ?               |                    | -                  | -                  |             | -           | -           | 30+    | 4+     |
| 2005-2006                 | Turbine Potsdam           | BL                        | 12         | 0          | CG              | 1               | 0               |                    | -                  | -                  |             | -           | -           | 13     | 0      |
| 2006-2007                 | Turbine Potsdam           | BL                        | 22         | 0          | CG              | -               | -               |                    | -                  | -                  |             | -           | -           | 22     | 0      |
| 2007-2008                 | Turbine Potsdam           | BL                        | 17         | 5          | CG              | -               | -               |                    | -                  | -                  |             | -           | -           | 17     | 5      |
| 2008-2009                 | Turbine Potsdam           | BL                        | 21         | 5          | CG              | 3               | 0               |                    | -                  | -                  |             | -           | -           | 24     | 5      |
| 2009-2010                 | Turbine Potsdam           | BL                        | 22         | 6          | CG              | 3               | 0               | UWCL               | 8                  | 1                  |             | -           | -           | 33     | 7      |
| 2010-2011                 | Turbine Potsdam           | BL                        | 22         | 1          | CG              | 4               | 0               | UWCL               | 9                  | 2                  |             | -           | -           | 35     | 3      |
| 2011-2012                 | Turbine Potsdam           | BL                        | 22         | 0          | CG              | 2               | 1               | UWCL               | 7                  | 3                  |             | -           | -           | 31     | 4      |
| Totale Turbine Potsdam    | Totale Turbine Potsdam    | Totale Turbine Potsdam    | 138        | 17         |                 | 13              | 1               |                    | 24                 | 6                  |             | -           | -           | 175    | 24     |
| 2012-2013                 | 1. FFC Francoforte        | BL                        | 22         | 1          | CG              | 1               | 0               |                    | -                  | -                  |             | -           | -           | 23     | 1      |
| 2013-2014                 | 1. FFC Francoforte        | BL                        | 4          | 0          | CG              | 0               | 0               |                    | -                  | -                  |             | -           | -           | 4      | 0      |
| Totale 1. FFC Francoforte | Totale 1. FFC Francoforte | Totale 1. FFC Francoforte | 26         | 1          |                 | 1               | 0               |                    | -                  | -                  |             | -           | -           | 27     | 1      |
| 2014-2015                 | Wolfsburg                 | BL                        | 22         | 0          | CG              | 5               | 0               | UWCL               | 8                  | 1                  | -           | -           | -           | 37     | 24     |
| 2015-2016                 | Wolfsburg                 | BL                        | 20         | 1          | CG              | 3               | 1               | UWCL               | 8                  | 1                  |             | -           | -           | 3      | 1      |
| 2016-2017                 | Wolfsburg                 | BL                        | 22         | 2          | CG              | 4               | 0               | UWCL               | 6                  | 0                  |             | -           | -           | 3      | 1      |
| 2017-2018                 | Wolfsburg                 | BL                        | 13         | 2          | CG              | 2               | 0               | UWCL               | 4                  | 0                  |             | -           | -           | 3      | 1      |
| 2018-2019                 | Wolfsburg                 | BL                        | 18         | 2          | CG              | 4               | 0               | UWCL               | 4                  | 0                  |             | -           | -           | 3      | 1      |
| Ago.-set. 2019            | Wolfsburg                 | BL                        | -          | -          | CG              | 1               | 0               | UWCL               | -                  | -                  |             | -           | -           | 1      | 0      |
| Totale Wolfsburg          | Totale Wolfsburg          | Totale Wolfsburg          | 95         | 7          |                 | 19              | 1               |                    | 30                 | 2                  |             | -           | -           | 40     | 25     |
| 2019-2020                 | Tacón                     | PD                        | 18         | 1          | CS              | 2               | 0               |                    | -                  | -                  |             | -           | -           | 20     | 1      |
| 2020-2021                 | Real Madrid               | PD                        | 27         | 0          | CS              | 1               | 0               |                    | -                  | -                  |             | -           | -           | 28     | 0      |
| 2021-2022                 | Real Madrid               | PD                        | 22         | 0          | CS              | 4               | 1               | UWCL               | 9                  | 1                  |             | -           | -           | 35     | 2      |
| Totale Real Madrid        | Totale Real Madrid        | Totale Real Madrid        | 49         | 0          |                 | 5               | 1               |                    | 9                  | 1                  |             | -           | -           | 63     | 2      |
| Totale carriera           | Totale carriera           | Totale carriera           | 359        | 31         |                 | 41              | 4               |                    | 69                 | 8                  |             | -           | -           | 469    | 43     |

## Palmarès

### Club

#### Competizioni nazionali
- Campionato tedesco: 8

Turbine Potsdam: 2005-2006, 2008-2009, 2009-2010, 2010-2011, 2011-2012
Wolfsburg: 2016-2017, 2017-2018, 2018-2019
- Coppa di Germania: 7

Turbine Potsdam: 2005-2006
1. FFC Francoforte: 2013-2014
Wolfsburg : 2014-2015, 2015-2016, 2016-2017, 2017-2018, 2018-2019
- DFB-Hallenpokal (calcio indoor): 4

Turbine Potsdam: 2008, 2009, 2010
1. FFC Francoforte: 2012

#### Competizioni internazionali
- UEFA Women's Champions League: 1

Turbine Potsdam: 2009-2010

### Nazionale
- Oro olimpico: 1

Rio de Janeiro 2016
- Bronzo olimpico: 1

Pechino 2008
- Campionato mondiale: 1

2007
- Campionato d'Europa: 1

2009
- Algarve Cup: 3

2006, 2012, 2014
- Campionato d'Europa under 19: 1

2006

### Individuali
- Fritz-Walter-Medaille

 Oro 2007